# 斎部文山
斎部 文山（いんべ の ふみやま）は、平安時代前期の貴族・工人。姓は宿禰。神祇大副・斎部伴主の子とする系図がある。位階は従五位下。

## 経歴
右京出身。身分の低い出自であったが、工芸の技術に優れていることで名が知られていた。
造東大寺所に属した。斉衡2年（855年）地震により東大寺大仏の仏頭が地面に落下した際、修理できる工人はいなかったが、文山は轆轤と長い梯子を利用して仏頭を引き上げて大仏の首に繋いで、まるで新しく作り直したかのように修理したという。文山によって考案された轆轤と梯子を利用した仏頭を引き上げるための機械は『日本三代実録』に「雲梯之機」と記され、日本最古のクレーンともされる。
貞観3年（861年）朝廷が大法会を開催して大仏の修理落成供養を行った際、大仏修理の功労により従八位下から従五位下に昇叙された。
貞観9年（867年）4月4日卒去。享年46。最終官位は散位従五位下。

## 系譜
- 父：斎部伴主[3]
- 母：不詳
- 妻：不詳
  - 男子：斎部季長[3]